# Bluey Robinson
Bluey Alexander Robinson (Stockholm, 6 augustus 1990), is een Britse zanger uit Zuid-Londen. Hij heeft een Zweedse moeder en Brits-Trinidadiaanse vader.

## Biografie
Bluey is als drie maanden oude baby van Stockholm naar Hackney verhuisd en is door zijn moeder opgevoed. Zijn passie voor muziek heeft hij ontdekt toen hij vier jaar oud was. Hij zong mee met Otis Redding, The Drifters, Jackson 5, Bob Marley en The Beatles. Klassiekers die zijn moeder op plaat had.
In 2004 heeft Bluey kortstondig de rol van Billie Jackson gespeeld in de Britse soapserie EastEnders.

## Muzikale carrière
Bluey begon met zingen in een groepje met wat schoolvrienden. Nadat Bluey later solo ging, kreeg hij bekendheid door het uploaden van video's op YouTube, waarin hij op straat en in metrostations van Londen, Parijs en New York covers van Stevie Wonder, Boyz II Men en Motown-klassiers zong voor voorbijgangers. Daarmee werden zijn video's uiteindelijk miljoenen keren bekeken.
In Nederland heeft Bluey onder andere opgetreden bij Raymann is Laat, Buma Beats Rotterdam en op de radiozender FunX.

## Discografie

### Mixtapes
| Naam           | Opmerkingen                               |
| -------------- | ----------------------------------------- |
| The Late Shift | - Verschenen: 2012 - Vorm: Muziekdownload |
| The Red Room   | - Verschenen: 2016 - Vorm: Muziekdownload |

### Ep's
| Naam     | Opmerkingen                               |
| -------- | ----------------------------------------- |
| The Cool | - Verschenen: 2015 - Vorm: Muziekdownload |

### Singles
| "I Know"                                                              | 2009 | — | Niet uitgebracht op album |
| "Showgirl"                                                            | 2011 | — | Niet uitgebracht op album |
| "Coming Back"                                                         | 2011 | — | Niet uitgebracht op album |
| "—" geeft aan dat een nummer niet in een hitlijst terecht is gekomen. |      |   |                           |

## Presentatiecarrière
Van 2012 tot 2016 heeft Bluey het MTV News gepresenteerd.